# René De Bie
René De Bie (Oelegem, 2 november 1945) is een voormalig Belgisch profwielrenner.

## Prestaties
In 1966 won hij Meise - Eversem voor beloften. Dat jaar won hij ook, samen met Paul Maes, het Belgische kampioenschappen baanwielrennen met de tandem.
In 1967 werd hij achtste in de Ronde van Vlaanderen voor beloften. Hij werd zevende in de zesde etappe, derde in de veertiende etappe en 45ste in het eindklassement van de Vredeskoers. Nog dat jaar werd hij derde in deel a van etappe twee in de Ronde van Limburg. Ook werd hij derde in Evergem bij de junioren.
In 1968 werd hij negende in de zevende etappe, derde in de negende etappe, tiende in de tiende etappe, tiende in de veertiende etappe en 22ste in het algemeen klassement van de Vredeskoers. Ook werd hij tweede bij de beloften in Brasschaat.
In 1969 werd hij 24ste in Parijs-Nice en 12de in het Belgisch kampioenschap wielrennen. Ook werd hij 14de in de GP Fourmies. Hij won de Maaslandse Pijl, werd derde in Zomergem en tweede in de GP Dr. Eugeen Roggeman. In Le Samyn werd hij 27ste.
In 1970 reed hij zowel de Ronde van Frankrijk als de Ronde van Spanje uit, waar hij respectievelijk finishte als 94ste en als 41ste. In de Waalse Pijl dat jaar werd hij 24ste, en in de Omloop Het Volk 53ste. Ook werd hij 31ste in het eindklassement van de Ronde van Luxemburg. Hij werd derde in de Maaslandse Pijl en tweede in Polder-Kempen. Ook werd hij derde in Sint-Katelijne-Waver en won hij in Duffel. Daarnaast werd hij 24ste in de Scheldeprijs.
Hij verdween van het wielertoneel in 1971. In 1975 werd hij nog derde in het eindklassement van Neder-Over-Heembeek - Londerzeel. Hiermee stopte hij zijn carrière.

## Ploegen
- 1968 –  Dr. Mann–Grundig
  - Ploeg:

1. Herman VAN SPRINGEL
2. Daniel VAN RYCKEGHEM
3. Jos HUYSMANS
4. Georges PINTENS
5. Roger ROSIERS
6. Andre POPPE
7. Willy IN 'T VEN
8. Roger COOREMAN
9. Michel JACQUEMIN
10. Hugo HELLEMANS
11. Jos BOONS
12. Roland SMANIOTTO
13. Ronald DE WITTE
14. Theo MERTENS
15. Joseph HAESELDONCKX
16. Henri PAUWELS
17. Paul IN 'T VEN
18. Jos VAN HOUT
19. Michel BROOTHAERTS
20. Gilbert MAES
21. Jan BOONEN
22. Giovanni JIMENEZ OCAMPO
23. Romain ROBBEN
24. Jan NOLMANS
25. Rene DE BIE
26. Leo PROOST
27. Jose MARTINEZ HERNANDEZ
28. Jozef VAN STAAY
29. Martin VAN DAM
30. Jesus GONZALEZ
31. Leslie HORNER
32. Rene VANDENBERGHE

- 1969 –  Dr. Mann–Grundig
  - Ploeg:

1. Herman VAN SPRINGEL
2. Jos HUYSMANS
3. Roger ROSIERS
4. Daniel VAN RYCKEGHEM
5. Georges PINTENS
6. Willy VANNESTE
7. Willy IN 'T VEN
8. Ronald DE WITTE
9. Andre POPPE
10. Roger COOREMAN
11. Jaak FRIJTERS
12. Paul IN 'T VEN
13. Jan BOONEN
14. Hugo HELLEMANS
15. Michel JACQUEMIN
16. Rene DE BIE
17. Jos DE SCHOENMAECKER
18. Jos BOONS
19. Eddy REYNIERS
20. Marc MICHIELS
21. Giovanni JIMENEZ OCAMPO
22. Roger CLAESSEN
23. Marcel KUBACKI
24. Leo PROOST
25. Jozef VAN STAAY
26. Cees VAN DORST

- 1970 –  Dr. Mann–Grundig
  - Ploeg:

1. Herman VAN SPRINGEL
2. Georges PINTENS
3. Daniel VAN RYCKEGHEM
4. Willy VANNESTE
5. Willy IN 'T VEN
6. Ronald DE WITTE
7. Jos DE SCHOENMAECKER
8. Andre POPPE
9. Rene DE BIE
10. Eddy REYNIERS
11. Roger COOREMAN
12. Christian CALLENS
13. Walter BOUCQUET
14. Carmine PREZIOSI
15. André GOSSELIN
16. Jan BOONEN
17. Tony DAELEMANS
18. Michel JACQUEMIN
19. Raf VAN BRUAENE
20. Michel L'HOEST
21. Marc MICHIELS
22. Francis YPPERSIEL
23. Roger CLAESSEN
24. Hugo VAN BUYNDER
25. Julien TYTGADT
26. Cees VAN DORST

- 1971 –  Goldor
  - Ploeg:

1. Ronny VAN DE VIJVER
2. Frans VERHAEGEN
3. Walter PLANCKAERT
4. Hubert HUTSEBAUT
5. Willy PLANCKAERT
6. Frans MELCKENBEECK
7. Francois MAES
8. Raf VAN BRUAENE
9. Willy SCHEERS
10. Hendrik MARIËN
11. Emiel CAMBRÉ
12. Jos SCHOETERS
13. Frank EBO
14. Lucien WILLEKENS
15. Richard BUKACKI
16. Eric RAES
17. Gilbert WUYTACK
18. Christian BRASSEUR
19. Bernard VAN DE KERCKHOVE
20. Arthur VAN DE VIJVER
21. Alfons LEENEN
22. Roland VAN DE RIJSE
23. Rene DE BIE
24. Albert VAN DE MOORTEL
25. Eddy DEMEDTS
26. Frans VAN DE WALLE
27. Marcel PAUWELS
28. Ernie WIELANDT
29. Julien VANDEN HAESEVELDE
30. Daniel GOENS